# Vélez-Rubio
Vélez-Rubio község Spanyolországban, Almería tartományban. Lakosainak száma 6613 fő (2024).

## Földrajza
Vélez-Rubio Lorca, Puerto Lumbreras, Huércal-Overa, Taberno, Albox, Chirivel, María és Vélez-Blanco községekkel határos.

## Testvértelepülések
- Ortigueira
- Orange

## Népesség
A település lakosságának változását az alábbi diagram mutatja:
| Lakosok száma | 6472 | 6905 | 7025 | 7150 | 7134 | 6791 | 6692 | 6555 | 6521 | 6613 |
|               | 2001 | 2004 | 2006 | 2009 | 2011 | 2014 | 2016 | 2019 | 2021 | 2024 |